# Davide Enia
Davide Enia (Palermo, 2 aprile 1974) è un drammaturgo, attore teatrale, scrittore e regista italiano.

## Biografia
Primogenito di quattro fratelli, si laurea alla Cattolica di Milano in Lettere. Nel frattempo si avvicina al teatro frequentando laboratori con Danio Manfredini, Rena Mirecka, Tapa Sudana e Laura Curino. Al 1998 risale la sua prima produzione in veste di attore-autore: Studio per 2 petali di rosa. L'anno seguente interpreta Il Calciatore. Studio sulla giovinezza in endecasillabi.
Del 2001 è Malangelità. Nel 2002 scrive per la compagnia Sud Costa Occidentale diretta da Emma Dante Il filo di Penelope e Una stanza con nessuno dentro. Raggiunge il successo con il monologo di narrazione Italia-Brasile 3 a 2 (2002), prodotto da Santo Rocco e Garrincha, compagnia fondata con il produttore-organizzatore Luca Marengo: rievocazione scenica della partita di calcio tra Italia e Brasile ai Mondiali del 1982, vissuta sia in casa dell'autore che allo stadio dai giocatori.
Nel 2003 presenta al Festival di Santarcangelo Schegge, da cui, l'anno seguente, trae Maggio '43, testo sui bombardamenti di Palermo e  sulla guerra di quegli anni, narrato con gli occhi di un dodicenne. Con Italia-Brasile 3 a 2 e maggio '43 si afferma come uno dei massimi esponenti della nuova leva del cosiddetto teatro di narrazione: nell'opera di Enia il racconto a teatro si arricchisce di un attento e originale lavoro di recupero della tradizione siciliana del "cunto". Il ritmo del cunto è utilizzato unitamente ad una lingua modulata sul dialetto palermitano. 
Nel 2004 debutta alla Biennale di Venezia Scanna, un lavoro con cui si allontana dalla narrazione per recuperare una scrittura drammaturgica con nove attori impegnati sul palco.
Vince nel 2003 con "Scanna" al Premio Riccione per il teatro, il Premio Tondelli categoria under 30. Sempre nel 2003 vince il Premio Ubu speciale per la nascita di un nuovo cantastorie. Nel 2005 consegue il Premio Hystrio alla Drammaturgia e il Premio E.T.I. Gli Olimpici del Teatro come novità drammaturgica per l'intero corpus della sua opera, e il Fescennino d'oro. In Moldavia vince il primo premio al festival "Teatrul Unui Actor" come miglior spettacolo con Maggio '43.
Nel dicembre 2005 esordisce in radio con Rembò, un'inchiesta in 15 puntate scritta e condotta per Radio2 con la collaborazione in regia e montaggio del musicista palermitano Fabio Rizzo. A maggio Rembò diventa un libro edito da Fandango Libri. Nell'aprile 2007 è andato in onda su Rai Radio 2, realizzato sempre con Fabio Rizzo, il programma radiofonico Diciassette anni, sentimentale biografia metropolitana. Debutta inoltre a Roma a fine ottobre 2007 al piccolo Eliseo Patroni Griffi con I capitoli dell'infanzia. Capitolo 1: Antonuccio si masturba. Capitolo 2: Piccoli gesti inutili che salvano la vita, che diventano poi un libro con DVD contenente le riprese dei due spettacoli, edito da Fandango Libri.
Nel 2012 esordisce come romanziare con «Così in terra», libro tradotto in diciotto lingue e venduto in tutto il mondo.
Mentre continua la sua produzione teatrale e letteraria, si dedica anche alla regia lirica, con l'opera incompleta di Mozart «L'oca del Cairo», andata in scena al Teatro Massimo di Palermo, nell'aprile 2017. I suoi lavori sono anche tradotti all'estero: vince in Francia il Prix du Premier Roman Etranger 2016 e il Prix Brignoles come miglior romanzo straniero dell'anno con Sur cette terre comme au ciel (Così in terra). Nel settembre 2017, per la produzione del Teatro di Roma, un suo testo viene inserito nel progetto collettivo Ritratto di una nazione, a cui partecipano altri drammaturghi italiani come Vitaliano Trevisan, Michela Murgia e Marco Martinelli, e va in scena con la regia di Fabrizio Arcuri. Tra le sue ultime opere, il libro Appunti per un naufragio (Sellerio 2017, Premio Mondello 2018, Premio Mondello Giovani, Supermondello) che è inizialmente diventato un breve monologo "Scene della frontiera" e poi l'opera teatrale L'abisso, con la quale vince il Premio Ubu 2019 per il “migliore nuovo testo italiano o scrittura drammaturgica”, il Premio Hystrio Twister come migliore spettacolo dell'anno 2019 e il Premio Le Maschere del Teatro Italiano come migliore interprete di monologo 2019.
Nel 2021 comincia a collaborare con il Piccolo Teatro (Milano) in qualità di artista associato, realizzando a gennaio il podcast "Diario" di Dawid Rubinowicz, con la collaborazione di Marco Foschi, Lisa Ferlazzo Natoli, Lorenzo Parrotto.
Nel 2022 rimette in scena Italia - Brasile 3 a 2 Il ritorno, che debutta al Festival Internazionale dei Due Mondi di Spoleto, stavolta prodotto dal Teatro Metastasio di Prato, diretto da Massimiliano Civica.
Nel 2023 scrive e dirige Eleusi, rito teatrale collettivo di 24 ore ininterrotte al Piccolo Teatro (Milano), presso le due sedi del Teatro Grassi e del Teatro Studio Melato, che vede la partecipazione di oltre 30 cori e 21 performer. Eleusi è andato in scena dal tramonto del 10 giugno al tramonto dell'11 giugno, comprendo senza sosta l'intero arco delle 24 ore.
Nel maggio 2024, su commissione della UEFA e del Ministero della Cultura della Germania, scrive lo spettacolo Roberto Baggio per il festival Stadion der Träume a Monaco, in occasione di Euro2024. Il testo è interpretato dall'attore tedesco Robert Dölle.
Nel 2024 debutta al Festival Internazionale dei Due Mondi di Spoleto con Autoritratto, sul rapporto quotidiano, simbolico ed emotivo di un intero ambito culturale con Cosa Nostra.

## Opere

### Libri
- Rembò, Roma, Fandango, 2006, ISBN 88-6044-012-2
- Mio padre non ha mai avuto un cane, Palermo, :duepunti, 2010, ISBN 978-8889987438
- Italia-Brasile 3 a 2, Palermo, Sellerio, 2010, ISBN 978-8838924804
- Così in terra, Milano, Dalai, 2012, ISBN 978-8866202110
- Maggio '43, Palermo, Sellerio, 2013, ISBN 978-8838930553
- Uomini e pecore, Torino, EDT, 2014, ISBN 978-8859204510
- Prima che il buio circondasse ogni cosa, Bagheria (PA), Drago, 2016, ISBN 978-8895082349
- Appunti per un naufragio, Palermo, Sellerio, 2017, ISBN 9788838936579, Premio Mondello 2018, Premio Mondello Giovani 2018, Premio SuperMondello 2018
- Autoritratto, Palermo, Sellerio, 2025 ISBN 8838947686

### Teatro
- Italia-Brasile 3 a 2 (2002, ripreso poi nel 2022) Premio Ubu 2003
- Scanna (2003), Premio Tondelli
- maggio ‘43 (2004, ripreso poi nel 2020), Premio Le Maschere del Teatro, Premio E.T.I. - Gli olimpici del teatro
- L’asso dell’aviazione (2004)
- I capitoli dell’infanzia (2007)
- Il cuoco (2009)
- L’oca del Cairo (2017)
- L'abisso (2018) Premio Ubu 2019, Premio Le Maschere del Teatro, Premio Hystrio
- Eleusi (2023)
- Roberto Baggio (2024)
- Autoritratto (2024)